# 二氟一氯乙烷
氯二氟乙烷可能指：
- 2-氯-1,1-二氟乙烷（R-142）
- 1-氯-1,2-二氟乙烷（R-142a）
- 1-氯-1,1-二氟乙烷（R-142b）

|  | 这个同类索引页列出了具有相同或相似标题的化学条目。 除非您是有意链接至本页，否则应将相应条目的内部链接指向正确的条目。 |